# Danmarks ambassade i Riyadh
Danmarks ambassade i Riyadh er Danmarks officielle repræsentation i Saudi-Arabien. Ambassaden blev åbnet i 1979.
Ambassadens primære opgaver omfatter at varetage danske interesser i Saudi-Arabien samt i de øvrige lande, som ambassaden dækker: Bahrain, Kuwait, Oman og Yemen. Ambassaden arbejder for at styrke politisk dialog, støtte danske virksomheder på de lokale markeder og yde konsulær bistand til danske borgere i regionen. Derudover fokuserer ambassaden på at fremme samarbejde inden for handel, kultur og uddannelse samt at understøtte bæredygtig udvikling og økonomisk vækst i de pågældende lande.

## Historie
Danmark og Saudi-Arabien har opretholdt diplomatiske forbindelser i flere årtier. Ambassaden i Riyadh er placeret i Diplomatic Quarter, et særligt bevogtet område, hvor mange ambassader er samlet. Bygningen er tegnet af den danske arkitekt Henning Larsen, som også står bag Udenrigsministeriets bygningskompleks i København.